# الرجل العاشر
الرجل العاشر (بالإنجليزية: The Tenth Man)‏ رواية من تأليف غراهام غرين

## القصة
تبدأ القصة في سجن في فرنسا المحتلة خلال الحرب العالمية الثانية. السلطة العسكرية الألمانية تصدر قراراً بإعدام واحد من كل عشرة سجناء رداً على مقتل عدد من الجنود الألمان على أيدى المقاومة الفرنسية، وتترك للسجناء حرية اختيار من يرون لينفذ فيهم حكم الإعدام. يتفق السجناء على إجراء قرعة فيما بينهم لتحديد من سيموت. أحد الرجال الذين تقع عليهم القرعة محامٍ ثري يُدعى شافيل. يصاب شافيل بحالة هستيرية ويعرض ثروته وممتلكاته لمن يحل محله لكي ينجو من الموت. يقبل أحد الرجال الذي يحتضر بسبب مرض السل عرض شافيل ويوافق على أن يعدم بدلاً عنه مقابل نقل ملكية ثروته إلى أخته وأمه. ويُسمى هذا الرجل بميشيل مانجو ويعرف أيضاً باسم جانفييه، وهكذا يُعدم في الصباح بدلاً عن المحامي.
في الجزء الثاني، تنتهي الحرب ويخرج شافيل من السجن حياً وحراً، لكنه مُعدم تقريباً. يعود إلى منزله فيجد تريز شقيقة جانفييه ووالدته تقيمان في البيت بعد أن أصبح ملكا لهما. يتفق شافيل معهما على العمل في المنزل خادماً لهما ويتخذ شارلو اسماً مستعاراً له.
في الجزء الثالث يظهر محتال يُدعى كاروس ويأتي إلى البيت مدعياً أنه شافيل. يتحدث كاروس بسوء عن شافيل ويحاول بهذه الطريقة الفوز بالفتاة والمطالبة بالملكية.
أخيراً في الجزء الرابع، بعد أن وقع شارلو (شافيل) في حب تيريز، يحاول أن ينقذها من كاروس، كوسيلة للخلاص من جبنه السابق.

## الشخصيات الرئيسية
شافيل - محامٍ في باريس يقنع جانفييه مقابل جميع أصوله بأن يأخذ مكانه أمام فرقة الإعدام، وعندما يُفرج عنه مفلساً ومشرداً، يعود إلى منزله القديم كخادم تحت اسم شارلو.
ميشيل مانجو ويعرف ايضاً باسم جانفييه هو زميل سجين يحتضر بسبب إصابته بمرض السل. يوافق على مقايضة حياته بحياة شافيل وهكذا يحقق هدف حياته المتمثل في الموت ثرياً.
تيريز - أخت ميشيل التوأم، التي ترث منزل شافيل، تشعر بكراهية كبيرة للرجل الذي تسبب في وفاة شقيقها بسبب ثروته وجبنه، لكنها تقع في حب هذا الرجل الذي ظهر في حياتها باسم شارلوت.
كاروس - متعاون وقاتل هارب، اسمه الحقيقي فيليب بروتون؛ يأتي إلى المنزل ويتظاهر بأنه شافيل، معتقدًا أن الأخير قد مات؛ ويحاول إزاحة شارلو من دائرة إهتمام تيريز.

## الاقتباسات السينمائية والتلفزيونية والمسرحية
حُول الكتاب إلى فيلم تلفزيوني عام 1988 من بطولة أنتوني هوبكنز في دور شافيل وكريستين سكوت توماس في دور تيريز في سلسلة "هولمارك هول أوف فيم ‏. كما قامت كيت بروك ‏ بتكييف الرواية إلى مسرحية قدمت على (مسرح نيو إند ‏) في لندن.

## الترجمة العربية
ترجمت هذه الرواية إلى اللغة العربية وأصدرتها دار المأمون للترجمة والنشر في العراق سنة 1989 تحت عنوان «الرجل العاشر» ولاقت استحساناً من القراء. قام بالترجمة المترجم العراقي الدكتور هادي الطائي.